# St. Hilaire
St. Hilaire è un comune degli Stati Uniti d'America, situato nello Stato del Minnesota, nella contea di Pennington.